# Menua I
Menua I va ser rei d'Urartu de l'any 805 aC al 788 aC. Abans del 805 aC va governar associat al seu pare Ixpuini des una data no coneguda.
Menua va conquerir cap al sud d'Urartu el país de l'Alzini (al sud-est de Bidlis o Bitlis) més tard anomenat Altzniq o Arzanene, i el país d'Ulliba, al naixement del riu Batman. També va fer expedicions al país de Txbetèria (després Palu), al país de Xupa o Shupa (Dzophq o Armènia Sofene) i al Khaté o Khatini fins a Melitealkhé (Melitene o Malatya).
Cap al nord, el rei Menua va entrar a la regió de l'Araxes, i cap a l'oest, sortint de Delibala va sotmetre el país de Diaueqi (regió del riu Kars, de l'Araxes fins al llac Txaldir o Vanand pels armenis). A l'est va sotmetre el Luqiuni que pertanyia a una dinastia anomenada "casal de Iriuka" (Iriuaqi). Dintre de les seves fronteres va combatre una revolta a Urmeniuqini (Taron oriental o Muş)
Va fer canals i sistemes de reg per fomentar l'agricultura i va construir almenys tres ciutats. Va morir l'any 788 aC i el va succeir el seu fill Argisti I.